# Swintonia floribunda
Swintonia floribunda är en sumakväxtart som beskrevs av William Griffiths. Swintonia floribunda ingår i släktet Swintonia och familjen sumakväxter. Utöver nominatformen finns också underarten S. f. penangiana.